# Zeromancer
Zeromancer est un groupe de rock et metal industriel norvégien. Le groupe comprend actuellement Alex Møklebust (chant), Kim Ljung (basse et chœurs), Noralf Ronthi (batterie), Lorry Kristiansen (programmation) et Dan Heide (guitare solo). Ils comptent un total de six album studios ; le dernier, Bye-Bye Borderline, est publié le 25 janvier 2013.

## Biographie

### Débuts (1999–2000)
Le noyau de Zeromancer provient d'un groupe norvégien influent, Seigmen. Au cours des années 1990, ce groupe a dominé la scène rock norvégienne, et s'est même fait connaître en dehors de ses frontières, à l'occasion de divers concerts. Lorsque Seigmen se sépare en 1999, Alex Møklebust (chant), Erik Ljunggren (claviers), Kim Ljung (basse) et Noralf Ronthi (batterie) joignent leurs forces avec Chris Schleyer (ex-Kidneythieves) (guitare) pour créer Zeromancer.
Au printemps 2000, ils sortent leur premier album, Clone Your Lover, qui connait un certain succès, notamment avec le titre éponyme, qui a été un hit dans certains clubs. Cet album gagne également la récompense de la meilleure découverte de l'année 2000 aux German Alternative Music Awards.

### EurotrashetZzyzx(2001–2003)
L'année suivante, en 2001, ils sortent Eurotrash, comprenant une reprise de Send Me an Angel, du groupe australien Real Life, et qui a été un hit en 1983.
Au printemps 2003, parallèlement à la réimpression américaine de Clone Your Lover, le groupe fait une tournée américaine, avec Pigface et [My Life With the Thrill Kill Kult. Beaucoup de nouveaux fans les rejoignent alors. À l'automne 2003, ils sortent leur troisième album, intitulé Zzyzx. Ce nom étrange provient d'un panneau indicateur que le groupe a vu lors de sa tournée américaine, dans le comté de San Bernardino (Californie). Zzyzx Springs a été baptisé ainsi pour être sûr d'avoir la dernière place de l'index des lieux américains.

### Pause et reprise (depuis 2004)

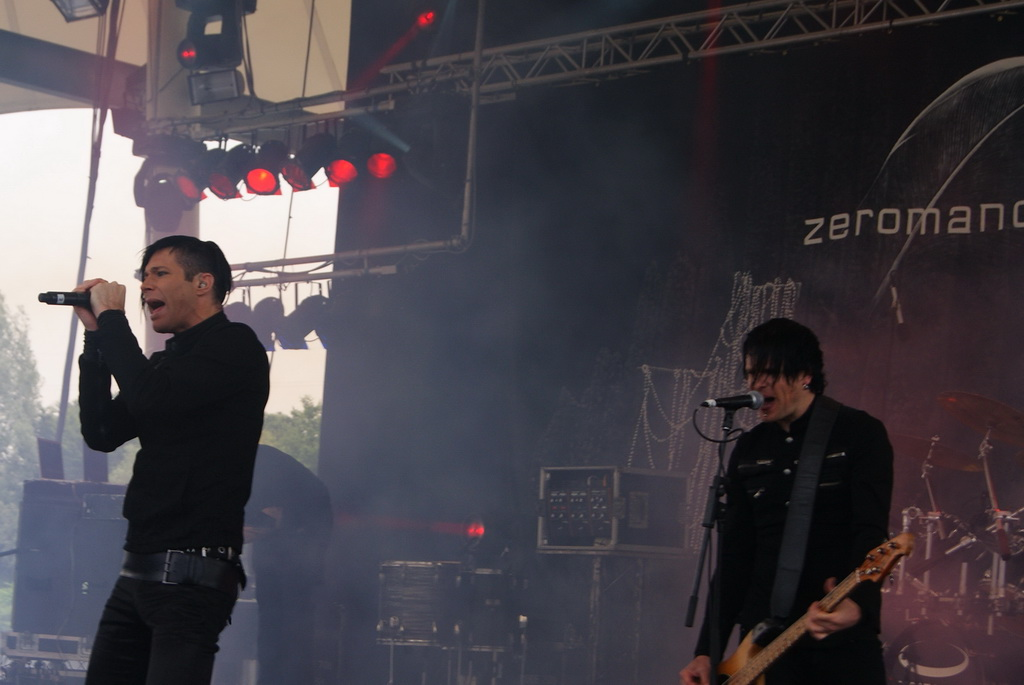
Zeromancer au Blackfield Festival en 2010.

Le groupe prend une pause, ce qui permet à ses membres de participer à d'autres projets. Kim participe à Ljungblut, Alex produit plusieurs groupes norvégiens (tels que Gåte et Don Juan Dracula). Erik met ses talents de programmation au service de plusieurs autres artistes (Satyricon, Undergod). En février 2005, ils annoncent leur participation au Wave Gothic Treffen, à Leipzig, en Allemagne, le 14 mai la même année. Leur nouveau label, Pleasuredisc, ouvre ses portes et publiera par la suite l'album Ljungblut. Le 13 février 2009, le groupe sort son quatrième album à ce jour, Sinners International.
Le 5 mars 2010, le groupe sort son cinquième album, The Death of Romance. L'album comprend le single Industrypeople dont une vidéo est réalisée et publiée en 2012. Après la tournée The Death of Romance, Zeromancer revient presque immédiatement pour l'enregistrement d'un sixième album. Le 25 janvier 2013, le groupe sort donc son sixième album, Bye-Bye Borderline.

## Style musical
Musicalement, Zeromancer peut être rattaché à la catégorie du rock industriel, car il y a une grande proximité avec des groupes tels que Nine Inch Nails, KMFDM, Die Krupps ou encore Rammstein. Zeromance a également un son fortement orienté Synthpop, sur nombre de ses chansons, ce qui le rapproche de groupes tels que Depeche Mode.